# Nus
Nus – miejscowość i gmina we Włoszech, w regionie Dolina Aosty.
Według danych na styczeń 2009 gminę zamieszkiwały 2883 osoby przy gęstości zaludnienia 50,2 os./1 km².